# Antes de las seis
Antes de las seis è il quarto singolo estratto dal settimo album in studio di Shakira, Sale el sol, pubblicato digitalmente negli Stati Uniti il 21 ottobre 2011.
Il brano anticipa, allo stesso tempo, il CD/DVD dell'ultimo tour Shakira: Live from Paris, uscito il 5 dicembre 2011.
Antes de las seis (Prima delle sei), è una ballata scritta e prodotta da Shakira in collaborazione con Lester Mendez, con la quale la colombiana ha lavorato precedentemente nella realizzazione di due grandi successi come Underneath Your Clothes e La tortura. Antes de las seis è un pezzo romantico, più acustico dei precedenti singoli della cantante, con sonorità che sfumano nell'orientale, e parla di un abbandono ("dal giorno in cui non ci sei, ho visto la notte arrivare molto prima delle sei").

## Il video
Il video del brano è la performance live registrata a Parigi lo scorso giugno, estratta dal DVD Shakira: Live From Paris.
Nell'esibizione Shakira indossa un elegante vestito blu che, nel finale della canzone, agita in un modo elegante, dopo aver compiuto 5 giri su se stessa. Infine canta le ultime battute della ballata mentre una nevicata scende sul palco. Il video è stato pubblicato ufficialmente il 3 novembre 2011 alle 5 di mattina ora italiana, con 3 ore di anticipo dall'orario previsto.
Il brano è stato eseguito da Shakira durante l'intero "Sale el Sol Tour" durato 13 mesi, come terz'ultima canzone dei concerti.

## Tracce
Download digitale
1. Antes de las seis (Studio Version) - 2:54

## Date di pubblicazione
| Nazione     | Data            | Formato          | Etichetta       |
| ----------- | --------------- | ---------------- | --------------- |
| Stati Uniti | 21 ottobre 2011 | Digital Download | Sony Latin/Epic |
| Italia      | 21 ottobre 2011 | Digital Download | Sony Music      |
| Spagna      | 21 ottobre 2011 | Digital Download | Sony Music      |
| Portogallo  | 21 ottobre 2011 | Digital Download | Sony Music      |
| Messico     | 21 ottobre 2011 | Digital Download | Sony Music      |